# Монте-Гримано-Терме
Монте-Гримано-Терме, Монте-Ґримано-Терме (італ. Monte Grimano Terme) — муніципалітет в Італії, у регіоні Марке, провінція Пезаро і Урбіно.
Монте-Гримано-Терме розташоване на відстані близько 220 км на північ від Рима, 90 км на захід від Анкони, 35 км на захід від Пезаро, 21 км на північний захід від Урбіно.
Населення — 1134 особи (2014).

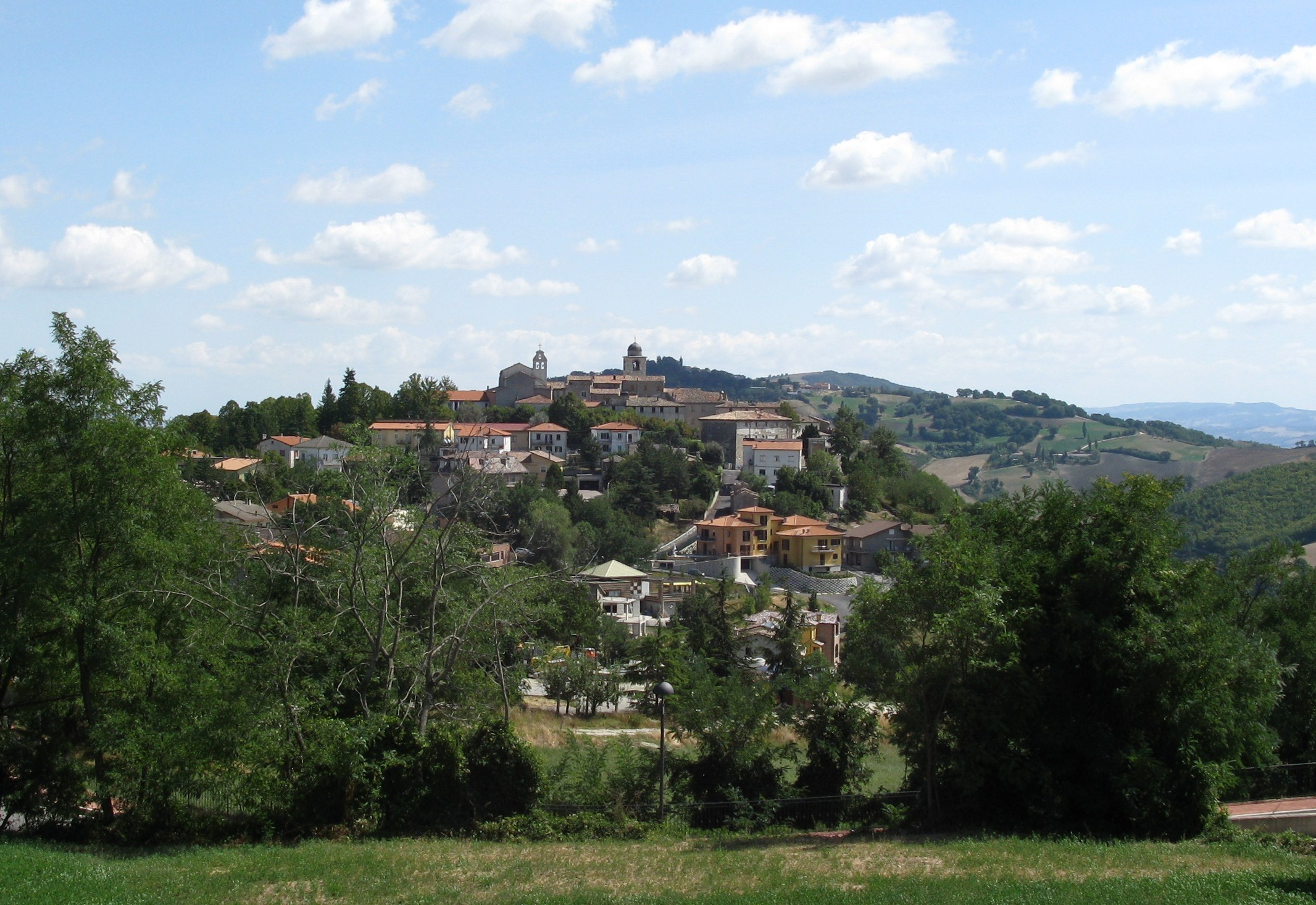
Monte Grimano Terme

Щорічний фестиваль відбувається 31 грудня. Покровитель — San Silvestro.

## Демографія
Населення за роками:

Станом на 1 січня 2023 року в муніципалітеті офіційно проживало 175 іноземців з 24 країн, серед них 99 громадян країн Євросоюзу та 19 громадян України.

## Сусідні муніципалітети
- Фьорентіно
- Мачерата-Фельтрія
- Меркатіно-Конка
- Монте-Чериньоне
- Монтекопіоло
- Монтеджардіно
- Сан-Лео
- Сассофельтріо